# 第二次ラッパハノック駅の戦い
第二次ラッパハノック駅の戦い（だいにじラッパハノックえきのたたかい、英: Second Battle of Rappahannock Station）は、南北戦争3年目の1863年11月7日、バージニア州のオレンジ・アンド・アレクサンドリア鉄道のラッパハノック駅のある村近く（現在のレミントン町）で起きた戦闘である。ブリストー方面作戦の一部として、南軍はジュバル・アーリー少将の指揮下で、北軍はジョン・セジウィック少将の指揮下で起こった。この戦闘は北軍の勝利に終わった。なお、一年前の1862年8月の北バージニア方面作戦中に、やはりラッパハノック駅の近くで戦闘が起きており、これを第一次ラッパハノック駅の戦いと呼んでいる。

## 背景
1863年7月にゲティスバーグの戦いが起きた後、北軍と南軍は南に動いて行き、3か月間は北バージニアのうねりのある平原で互いに小競り合いを続けた。しかし、大した成果は得られず、10月下旬には南軍のロバート・E・リー将軍がその軍をラッパハノック川の背後に退かせ、冬の間はその川を前線に維持することを期待していた。
ラッパハノック駅の町にあった単一の船橋が、リーが川の北岸との間に保持した唯一の接続路だった。この橋は、2つの方形堡とそれらを繋ぐ塹壕でできている北岸の橋頭堡によって守られていた。南岸の丘に据えられた南軍砲台がその陣地の補強になっていた。
この橋頭堡はラッパハノック川の前線を守るというリーの戦略と一体をなしていた。リーは、この橋頭堡を保持することで、「敵軍が上下流で起こす動きに対して側面を衝くと言う脅しになり、それで敵軍を2つに分けるように強い、機会があれば一隊にあるいは他方に集中して攻撃できると期待していた」と後に説明していた。北軍のポトマック軍はジョージ・ミード少将が指揮しており、リーが期待したようにその軍を2つに分けた。ミードはジョン・セジウィック少将にラッパハノック駅の南軍陣地への攻撃を命じ、一方、ウィリアム・H・フレンチ少将は5マイル (8 km) 下流のケリー浅瀬で渡河を強行することにした。セジウィック隊とフレンチ隊が無事川を渡ると、合流したそれらの部隊はブランディステーションに向かって進軍を始めることになっていた。

## 戦闘
操作は作戦通りに進行した。11月7日正午を少し回った頃、フレンチがケリー浅瀬の南軍守備隊を追い落とし、川を渡った。その間にセジウィック隊がラッパハノック駅に向かった。リーは午後のいずれかの時点でこれらの動きを知り、即座に自軍を敵に対応させるべく動かした。リーの作戦はラッパハノック駅では小部隊でセジウィック隊に抵抗させ、部隊の主力を率いてケリー浅瀬でフレンチ隊を攻撃することだった。この作戦の成功は、フレンチ隊を倒すまでラッパハノック駅の橋頭堡を持たせる能力に掛かっていた。
セジウィック隊は午後3時に南軍と交戦した。第6軍団のアルビオン・P・ハウ少将師団が南軍と小競り合いを演じ、川から4分の3マイル (1,200 m) にある高台を占領した。ハウはこの丘に砲台を設定し、「急速で活気ある」砲撃で敵の土盛り工作物を攻撃した。川向うの南軍の大砲が反撃したが、あまり効果は無かった。
その日はジュバル・アーリー少将の師団が橋頭堡の守備を担当していた。アーリーはハリー・T・ヘイズ准将のルイジアナ旅団と、チャールズ・A・グリーン大尉のルイジアナ衛兵砲兵隊（大砲4門）をそこに据え、午後4時半にはアーチボルド・ゴドウィン大佐が率いるノースカロライナ3個連隊で補強した。ゴッドウィンの部隊を加えたことで橋頭堡の南軍守備隊は2,000名近くになった。
セジウィックは午後遅くを通じて南軍への砲撃を続けたが、それ以外には攻撃への配置を示していなかった。その日が終わり近くなると、リーは橋頭堡への動きが単に、フレンチ隊が下流で渡河するのを援護するための陽動攻撃であることを確信するようになった。リーは間違っていた。日暮れ時に砲撃が止み、セジウィックの歩兵隊が突然橋頭堡に殺到した。ピーター・エルメイカー大佐の旅団が鉄道に沿って前進し、その前をメイン第6歩兵連隊の散兵が進んだ。北軍はその日にそれ以上の成果を得られなかったし、大きな被害も出さなかった。「前進、倍速!」という指令で、南軍の工作物に殺到し、ヘイズの部隊と白兵戦になった。メイン第6連隊は援助も無しに南軍の前線を突破し、東端の方形堡の胸壁の上に軍旗を立てた。その後直ぐにウィスコンシン第5連隊が西側方形堡の壁に群がり、南軍から支配権をもぎ取った。
北軍は右翼で比較的成功していた。エルメイカーの旅団がヘイズの前線を突破した直後に、エモリー・アプトン大佐の旅団がゴッドウィンの陣地を圧倒した。アプトンは南軍工作物の中でその前線を立て直し、ニューヨーク第121連隊の一部を船橋の確保に派遣し、残った部隊で右手に回り込んで、この時橋頭堡の下流側端に固まり混乱していた南軍を攻撃した。
南軍の抵抗も崩壊し、多くの兵士が武器を投げ出して降伏した。凍ったような川を泳いで対岸に逃げようとした兵士がおれば、北軍のライフル銃撃を掻い潜って橋に突進した兵士もいた。北軍兵が南軍兵の捕虜をその後ろに集めている間、ラッパハノックより南にいた南軍はなす手もなく見ているだけだった。

## 戦いの後
この短い戦闘で、南軍は戦死、負傷、捕虜を合わせて1,670名が損失となり、参戦した兵士の80%以上となった。対照的に北軍の損失は全部で419名となった。
北部では、この戦闘は「完全で栄光に満ちた勝利」であり、「短くて決定的な」戦闘であり、「参戦した者全てにその功績がある」と評価していた。ホレイショ・ライト少将は、北軍が強力な塹壕に入った南軍陣地を最初の攻撃で制圧したことでは最初の例だと言っていた。ハリー・ヘイズ准将は少なくと2万名から2万5千人の北軍兵に攻撃されたと主張していたが、それは実数の10倍以上の数字だった。
この戦闘は南軍にとっては当惑させられるものであり、北軍にとって栄光に包まれるものだった。塹壕によって守られ、大砲に十分支援されていた南軍精鋭2個旅団が、ほぼ同勢力の敵軍によって崩壊し、捕獲された。リーの参謀であるウォルター・H・テイラーはこの戦闘を「この軍隊の歴史の最も悲しい章」だと言い、「悲惨で、悲惨な管理」の結果だと言った。参戦した兵士はもっと簡潔に「私はそれについて多くを知らない」と言い、「だが我が軍が急襲されたように思われる」と言っていた。
リーは後に部下に対して、何が悪かったかを判断するためにこの戦闘に関する報告書を提出するよう要求したが、11月7日夜には、もっと急を要する事態が差し迫っていた。橋頭堡を失ったことは攻勢に出ようとしていた作戦をダメにし、自軍はこのとき防御の弱い前線が危険なほど伸びきっていた。前年の第二次ブルランの戦い後にリーが北軍のジョン・ポープの軍隊をラッパハノック川を背にして張り付けようとしたように、ミードが素早く行動すれば、リー軍をラピダン川を背にして張り付けられる可能性があった。リーはフレンチ隊に対する攻撃作戦を中止し、数時間の内に自軍を南に移動させた。